# باتريك دي أوليفيرا فييرا
باتريك دي أوليفيرا فييرا (22 يناير 1991 في البرازيل - ) هو لاعب كرة قدم برازيلي في مركز الظهير. لعب مع نادي أيه بي سي ونادي ماريتيمو وأتلتيكا فرانكانا ‏ ونادي أمريكا وIpatinga Futebol Clube ‏.

## وصلات خارجية
- باتريك دي أوليفيرا فييرا على موقع Soccerway.com (الإنجليزية)
- باتريك دي أوليفيرا فييرا على موقع AS.com (الإسبانية)